# L’Union (Seychellen)
L’Union ist eine Siedlung auf der Insel La Digue im Inselstaat Seychellen.

## Geographie
Der Ort bildet zusammen mit La Passe, La Réunion und dem gleichnamigen La Digue die Ansiedlung auf der Insel La Digue.
L’Union selbst liegt dabei im Südwesten der Insel am Unterlauf des La Mare Soupape und südlich des Schutzgebietes Veuve Nature Reserve und der Kirche Notre Dame de L’Assomption.

Sehenswürdigkeiten in dem Gebiet sind der Giant Union Rock mit der Schildkrötenfarm und die Anse Source d'Argent.